# Varud Station
Varud Station (Varud stasjon eller Varud holdeplass) er en tidligere jernbanestation på Hovedbanen, der ligger i byområdet Råholt i Eidsvoll kommune i Norge. Den åbnede 15. juni 1953 og ligger 59,54 km fra Oslo S. Siden 13. juni 2004 betjenes den ikke længere af persontog, der i stedet har endestation på Dal Station. Perron og læskur eksisterer dog stadig.
Stationen blev benyttet af den lokale befolkning. De måtte benyttede den smalle og krogede vej Varudgutua fra Hjeravegen for at komme til stationen.